# 阿罗尼斯
阿罗尼斯（西班牙語：Arróniz）是西班牙纳瓦拉的一个市镇。总面积55平方公里，总人口1130人（2001年），人口密度21人/平方公里。